# THE SUPERNOVA STRIKES
『THE SUPERNOVA STRIKES』（ザスーパーノヴァストライク）は、StylipSの2ndアルバム。2014年11月26日にLantisから発売された。

## 概要
『THE LIGHTNING CELEBRATION』以来1年7ケ月ぶりとなるStylipSの通算3作目のアルバム。シングル「Prism Sympathy」「NOVAレボリューション」「純粋なフジュンブツ」に加え、アルバム用新規楽曲を含む全16曲収録。
本アルバム発売以降の翌々年に、松永真穂が同グループを卒業するため、豊田萌絵と伊藤美来加入後の現体制のアルバムは今作限りとなった。

## 販売形態
初回限定盤A・B共通同梱のBlu-ray Discは本アルバムリード曲の「Melancholic Sunshine」および「Prism Sympathy」「NOVAレボリューション」「純粋なフジュンブツ」のミュージックビデオに加え、「NOVAレボリューション」「純粋なフジュンブツ」にて展開した大喜利動画「乙女荘もらとりあむっ！」「乙女ティカシアター」も収録されている。
初回限定盤Aのみ、2014年6月15日に行われた原宿アストロホールでのライブ「Brand-new Style volume six “春の乙女大三角”」の公演模様を収録したBlu-ray Discを別途同梱。
- 初回限定盤A：CD+Music VIDEOS BD+LIVE BD（LACA-35463）
- 初回限定盤B：CD+Music VIDEOS BD（LACA-35464）
- 通常盤：CD（LACA-15464）

## 収録曲

### CD
1. Melancholic Sunshine [4:41]
作詞・作曲・編曲：R・O・N
2. Prism Sympathy [4:05]
作詞：こだまさおり、作曲・編曲：高田暁
テレビアニメ『Fate/kaleid liner プリズマ☆イリヤ』エンディングテーマ
3. Making Of "Especially" 〜トクベツのできるまで〜 [3:56]
作詞：松井洋平、作曲・編曲：KOH
4. ジェリービーンズ・ダイアリー（Like Cover Girl） feat.伊藤美来 & 豊田萌絵 [4:03]
作詞：松井洋平、作曲・編曲：伊藤翼
5. ツナグキズナ・ツツムコドク [4:12]
作詞：こだまさおり、作曲・編曲：高田暁
テレビアニメ『Fate/kaleid liner プリズマ☆イリヤ』第9話エンディングテーマ
6. Addicted [4:07]
作詞：唐沢美帆、作曲・編曲：AstroNoteS
7. 星鳴る夜の誘惑者 [5:00]
作詞：畑亜貴、作曲・編曲：山口朗彦
8. THE SUPERNOVA STRIKES（inst.） [1:40]
作曲・編曲：AstroNoteS
9. NOVAレボリューション [4:27]
作詞：こだまさおり、作曲・編曲：増谷賢
劇場アニメ『どーにゃつ』エンディングテーマ
10. Resonant World feat.松永真穂 [4:41]
作詞・作曲・編曲：R・O・N
ゲーム『フェアリーフェンサーエフ』オープニングテーマ
11. All you need is DANCE feat.能登有沙 & 松永真穂 [3:33]
作詞：松井洋平、作曲・編曲：AstroNoteS
12. Android Rhapsody [4:18]
作詞・作曲・編曲：R・O・N
13. 純粋なフジュンブツ [3:57]
作詞：畑亜貴、作曲・編曲：高田暁
テレビアニメ『マンガ家さんとアシスタントさんと』オープニングテーマ
14. Brand-new Style!! 〜魔法みたいなShow time〜（Step Two） [4:05]
作詞：島田カイエ、作曲：森慎太郎、編曲：高田暁
15. Spica. [5:25]
テレビアニメ『マンガ家さんとアシスタントさんと』エンディングテーマ
作詞：辻純更、作曲・編曲：奥田もとい
16. うしろ髪ジャーニー [4:18]
作詞：こだまさおり、作曲・編曲：高田暁

### Music VIDEOS BD
1. Melancholic Sunshine（MUSIC VIDEOS）
2. 純粋なフジュンブツ（MUSIC VIDEOS）
3. NOVAレボリューション（MUSIC VIDEOS）
4. Prism Sympathy（MUSIC VIDEOS）
5. Melancholic Sunshine（DANCE STYLE）（MUSIC VIDEOS）
6. 純粋なフジュンブツ（DANCE STYLE）（USIC VIDEOS）
7. NOVAレボリューション（DANCE STYLE）（MUSIC VIDEOS）
8. Prism Sympathy（DANCE STYLE）（MUSIC VIDEOS）
9. Melancholic Sunshine（メイキング映像）
10. 乙女ティカシアター[3] mission 1/mission 2/mission 3
11. 乙女荘もらとりあむっ！[3] 第1話/第2話/第3話

### LIVE BD
StylipS［Brand-new Style!! Volume six "春の乙女大三角"］
1. NOVAレボリューション
2. MIRACLE RUSH
3. Addicted
4. All you need is DANCE
5. Resonant World
6. Blue Moon Dream
7. TSU・BA・SA
8. ツナグキズナ・ツツムコドク
9. ジェリービーンズ・ダイアリー（Like Cover Girl）
10. Prism Sympathy
11. 純粋なフジュンブツ
12. Spica.
13. うしろ髪ジャーニー
14. Brand-new Style!! 〜魔法みたいなShow time〜（step two）
15. 純粋なフジュンブツ（アンコール）

## インタビュー記事
- リスアニ
- アニメイト